# Talokan
Talokan (paszto تالقان, trl. Tāliqān) – miasto w Afganistanie nad rzeką Farchar, stolica prowincji Tachar. Ośrodek handlowy z portem lotniczym. W 2021 roku miasto liczyło prawie 264 tys. mieszkańców.